# Jan Brokken
Pour les articles homonymes, voir Brokken.
Jan Brokken est un écrivain et journaliste néerlandais né le 10 juin 1949 à Leyde. Il a remporté, en 1988, le prix Lucy B. en C.W. van der Hoogtprijs, une des plus hautes récompenses littéraires de son pays.

## Biographie
Jan Brokken parle plusieurs langues, dont le français. Reconnu comme l'un des plus grands écrivains de son temps dans son pays, traduit dans de nombreux pays,, il demeure peu connu en France, du grand public comme des critiques. Seuls deux livres ont été traduits à ce jour en français : Les Âmes baltes en 2013 et Le Jardin des Cosaques en 2018.

### Le Jardin des Cosaques (2018)
Les critiques français commencent à s'intéresser à Jan Brokken lors de la traduction de son récit De kozakkentuin, paru à Amsterdam en 2015 et publié sous le titre Le Jardin des Cosaques. Jan Brokken se glisse dans la peau d'Alexandre von Wrangel, jeune magistrat envoyé - à sa demande - en Sibérie, où il rencontre Fiodor Dostoïevski. Les deux hommes s'apprivoisent, avant de lier une amitié qui traversera les années.
Le roman reçoit un accueil critique favorable, à l'image d'Arnaud de La Grange qui évoque, dans Le Figaro, une « plongée dans ces années mal connues - et pourtant fondatrices - de l'immense écrivain russe ».
À la suite de ces recherches sur l'amitié entre Alexandre von Wrangel et Fiodor Dostoïevski, l'écrivain reconnaît avoir changé de regard sur ce dernier : « Je sais que Dostoïevski s'intéressait à chaque personnage qu'il décrit, à 1 000 %. Je le sais parce que j'ai vu comment il a créé ce livre. Dans les questions qu'il pose à Alexandre, il y a derrière quelque chose d'absolument vécu. Je trouve formidable d'avoir découvert ça, par une amitié et par ces lettres. »

### Œuvres parues en français
- 2013 - Les Âmes baltes[6], traduit du néerlandais par Mireille Cohendy, Denoël, 400 p.  (ISBN 9782207111727)
- 2018 - Le Jardin des Cosaques, traduit du néerlandais par Mireille Cohendy, La Librairie Vuibert, 376 p.  (ISBN 978-2-311-10201-7)

### Œuvres parues aux Pays-Bas
- 1975 - Mata Hari
- 1978 - Het volle literaire leven
- 1980 - Schrijven
- 1982 - Over F.B. Hotz
- 1984 - De provincie
- 1986 - De zee van vroeger
- 1988 - Met musici
- 1988 - Zaza en de president
- 1989 - De moordenaar van Ouagadougou, gevolgd door Een basiliek in het regenwoud
- 1991 - De regenvogel
- 1992 - Goedenavond, mrs. Rhys
- 1993 - Spiegels
- 1993 - Vulkanen vanaf zee
- 1995 - De blinde passagiers
- 1997 - De droevige kampioen
- 1999 - Jungle Rudy
- 2001 - Voel maar
- 2001 - Afrika (de Afrika-boeken: Zaza en de president / De moordenaar van Ouagadougou & Een basiliek in het regenwoud / De regenvogel/ Nog een nacht). Amsterdam -Antwerpen: Atlas
- 2004 - Mijn kleine waanzin
- 2006 - Waarom elf Antillianen knielden voor het hart van Chopin
- 2006 - De wil en de weg
- 2008 - In het huis van de dichter
- 2009 - Feininger voorbij
- 2010 - Baltische zielen
- 2013 - De Vergelding
- 2015 - De kozakkentuin
- 2016 - De gloed van Sint-Petersburg
- 2020 - Stedevaart. Dans Stedevaart naar Paris, Jan Brokken rapporte l'anecdote de l'engagement de Vladimir Ilitch Oulianov par Jean-Gabriel Domergue pour livrer à vélo les commandes depuis son atelier de la rue Lamarck dans le 18e arrondissement de Paris. Pour l'écrivain, le fait que Lénine, qui vivait à cette époque avec sa famille dans le 14e arrondissement de Paris, ait livré les commandes du peintre est peu plausible[7]. Jean-Gabriel Domergue avait raconté l'anecdote dans l'émission de télévision de l'ORTF du 27 juillet 1960 En direct de Cannes, parlant plutôt de l'emploi de Lénine comme « homme de ménage »[8]. Claude Lelouch place également l'anecdote en 1966 dans les dialogues (vers la 20e minute) d'Un homme et une femme où Anne Gauthier (Anouk Aimée) apprend à Jean-Louis Duroc (Jean-Louis Trintignant) qui la raccompagne et ne connaît pas la rue Lamarck : « C'est pourtant dans cette rue que Jean-Gabriel Domergue un peu avant 1917 engagea un domestique russe qui s'appelait Vladimir Oulianov. Il a appris bien après que c'était Lénine. »
- 2021 - De tuinen van Buitenzorg
- 2022 - De kampschilders
- 2024 - De ontdekking van Holland